# Michałów Miejski
Michałów Miejski – część miasta Starachowice. Leży na południu miasta, wzdłuż ulicy Ostrowieckiej, na wschód od ulicy Lenartowskiej.